# ۳۹۳ (قمری)
۳۹۳ (قمری)، سیصد و نود و سومین سال در گاهشماری هجری قمری است. اول محرم این سال برابر با شانزدهم نوامبر سال ۱۰۰۲ میلادی است.

## رویدادها
- شکست خلف بن احمد و تصرف سیستان توسط سلطان محمود غزنوی پس از محاصرهٔ چهار ماهه و براندازی حکومت صفاریان

## وابسته
- سید رضی